# آربوری
آربوری (به فرانسوی: Arbori) یک کمون در فرانسه است که در canton of Deux-Sorru واقع شده‌است. آربوری ۲۰٫۰۳ کیلومتر مربع مساحت دارد ۳۴۵ متر بالاتر از سطح دریا واقع شده‌است.